# يو إف سي ليلة القتال: هندرسون ضد ثاتش
يو إف سي ليلة القتال: هندرسون ضد ثاتش (بالإنجليزية: UFC Fight Night: Henderson vs. Thatch)‏ هو حدث لفنون القتال المختلطة نظمته يو إف سي، أُقيم في 14 فبراير 2015، على مركز البنك الأول في بورمفيلد، كولورادو، الولايات المتحدة.